# 圣弗洛里亚诺-德尔科利奥
圣弗洛里亚诺-德尔科利奥（義大利語：San Floriano del Collio）是意大利戈里齐亚省的一个市镇。总面积10平方公里，人口818人，人口密度81.8人/平方公里（2009年）。ISTAT代码为031019。